# Aeroportul Rexburg-Madison County
Aeroportul Rexburg-Madison County (IATA: RXE, ICAO: KRXE, FAA LID: RXE) este un aeroport din Idaho, Statele Unite ale Americii ce deservește zona Rexburg⁠(d). A fost numit după zona deservită.
Situat la o altitudine de 1.482 m, aeroportul dispune de 1 pistă.

## Infrastructură

### Piste
Aeroportul dispune de o singură pistă. Pista 17/35 are suprafața de asfalt și dimensiunile 4.204 picioare × 75 picioare. 